# Высокое (усадьба, Нудоль)
Высокое — усадьба, расположенная в посёлке Ну́доле на реке Нудоли. Московская область, Клинский район, посёлок Нудоль. В 28 км от Клина.

## История усадьбы
В XVIII веке усадьба принадлежала Меншиковым-Козловским, позднее Ушаковым, с начала XIX века по другим данным с 1793 г. Волковым.
От многочисленных построек жилого и хозяйственного комплекса почти ничего не осталось.
На сегодняшний день сохранились лишь два полуразрушенных флигеля и часть парка.
Дом и флигели созданы в стиле деревянного классицизма 1800-х г.г.
На протяжении более ста лет находилась во владении дворян Волковых.
Основной дом деревянный с антресолями на кирпичном цоколе на высоком холме.
Дом являвшийся памятником архитектуры ныне утрачен.
Усадьба была создана после покупки владения М. А. Волковой у Л. Ф. Ушакова.

## Транспорт
- Автобус

От Клина автобусом на Нудоль до остановки «Высокое — 28 км».
- Автомобиль

По трассе М9 до поворота на посёлок Новопетровское, далее на посёлок Нудоль до Дома отдыха «Высокое».

## Усадебный комплекс «Высокое»
Сформировался в конце XVIII — начале XIX вв.
- Усадебный деревянный дом (1800-х г.г. сгорел летом 2002 г.) Двухэтажный с ампирным портиком, зала, 2 десятка комнат.
- Флигели (деревянные в 1824—1826 г.г., стиль ампир).
- Аллея и липовый парк с прудами.
- Служебные постройки.
- Конюшни.
- Каретник.
- Корпуса для дворни.
- Лестница в парк (сохранились фрагменты).
- Пруд с островом (соединяется с рекой Нудолью каналом).
- Троицкая церковь (конец XIX в. остатки деревянного сруба)

Площадь усадьбы занимала около 25 га.
Частично сохранились лишь 2 деревянных флигеля.

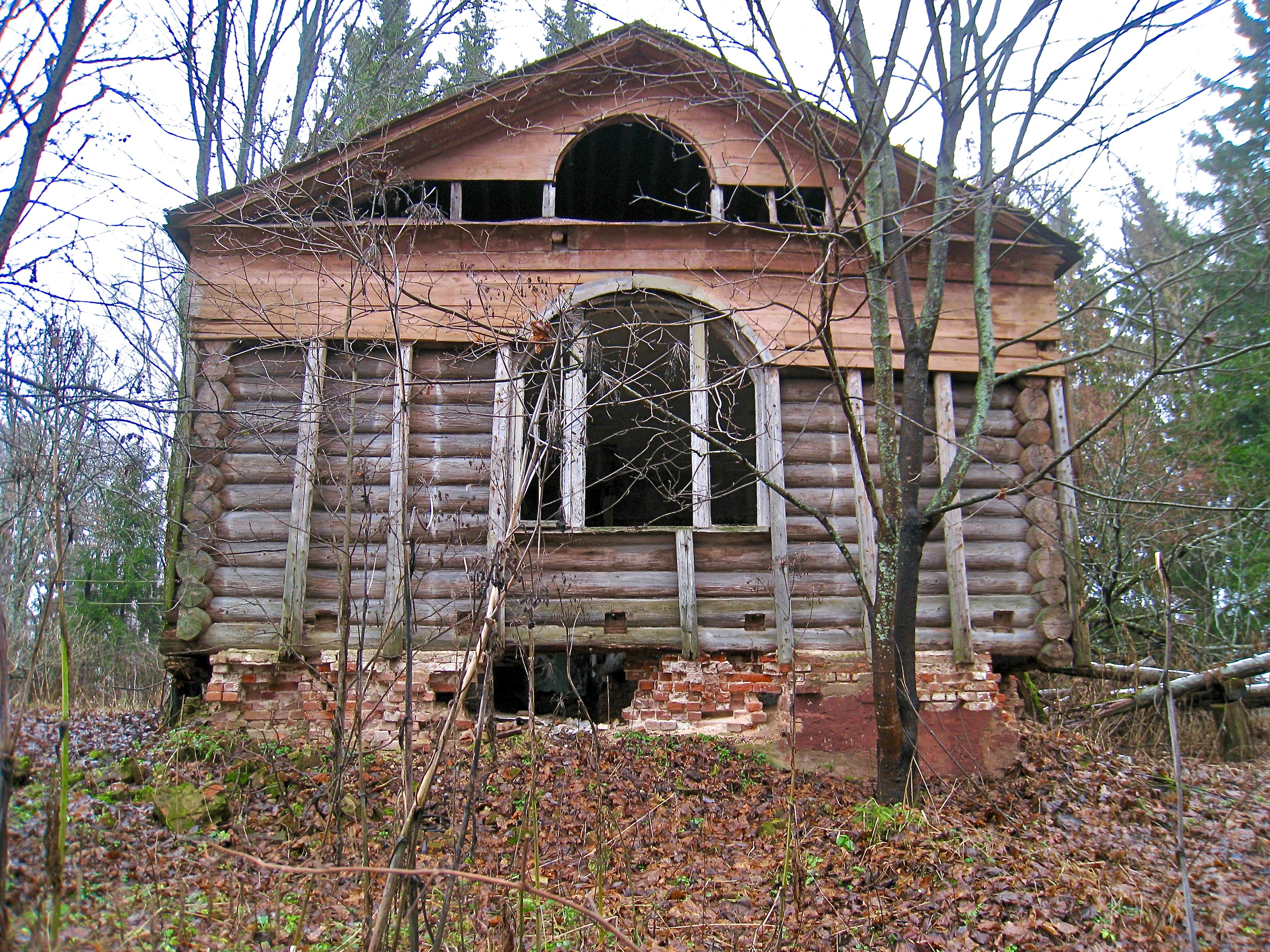
Восточный флигель
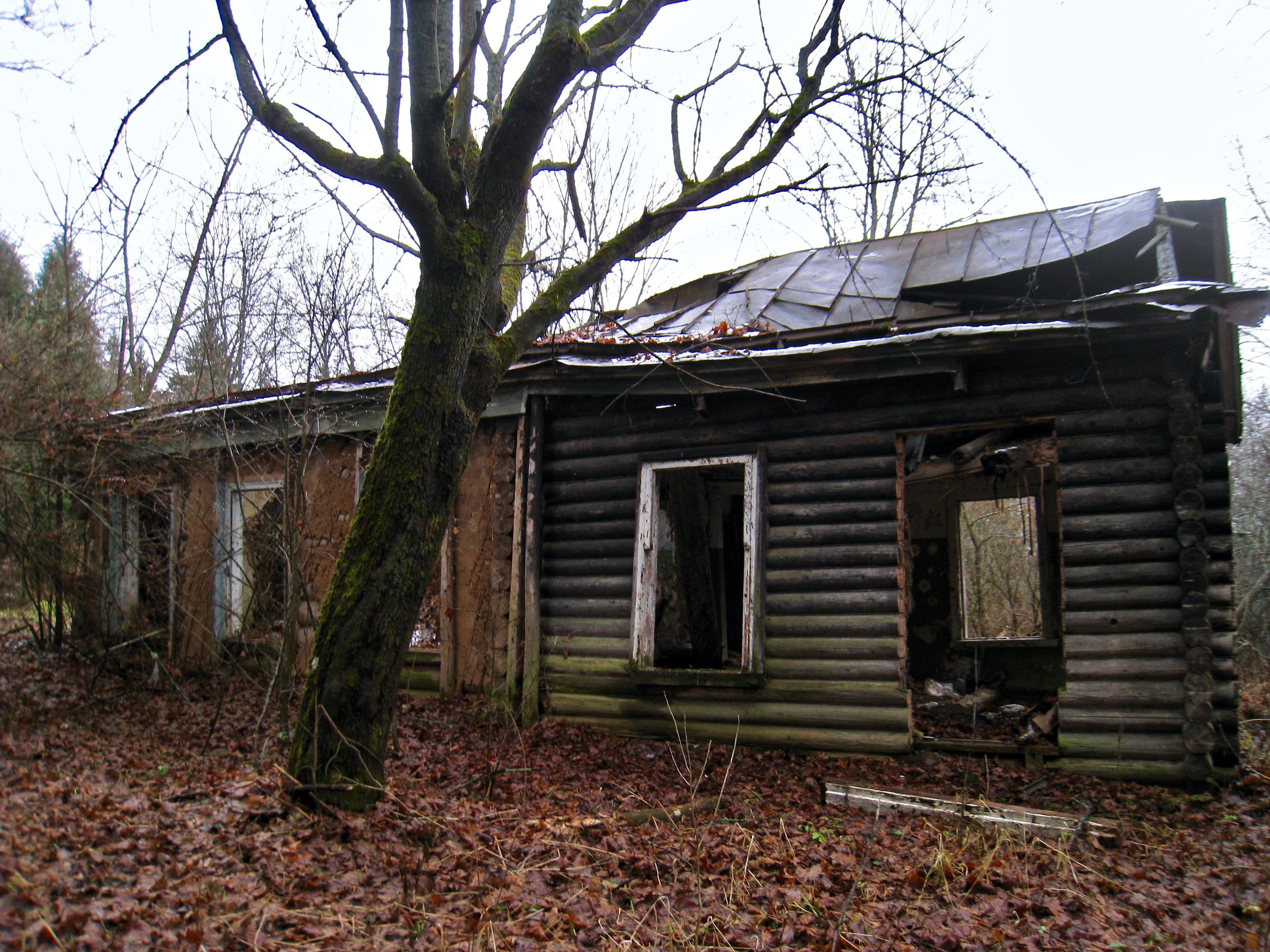
Западный флигель
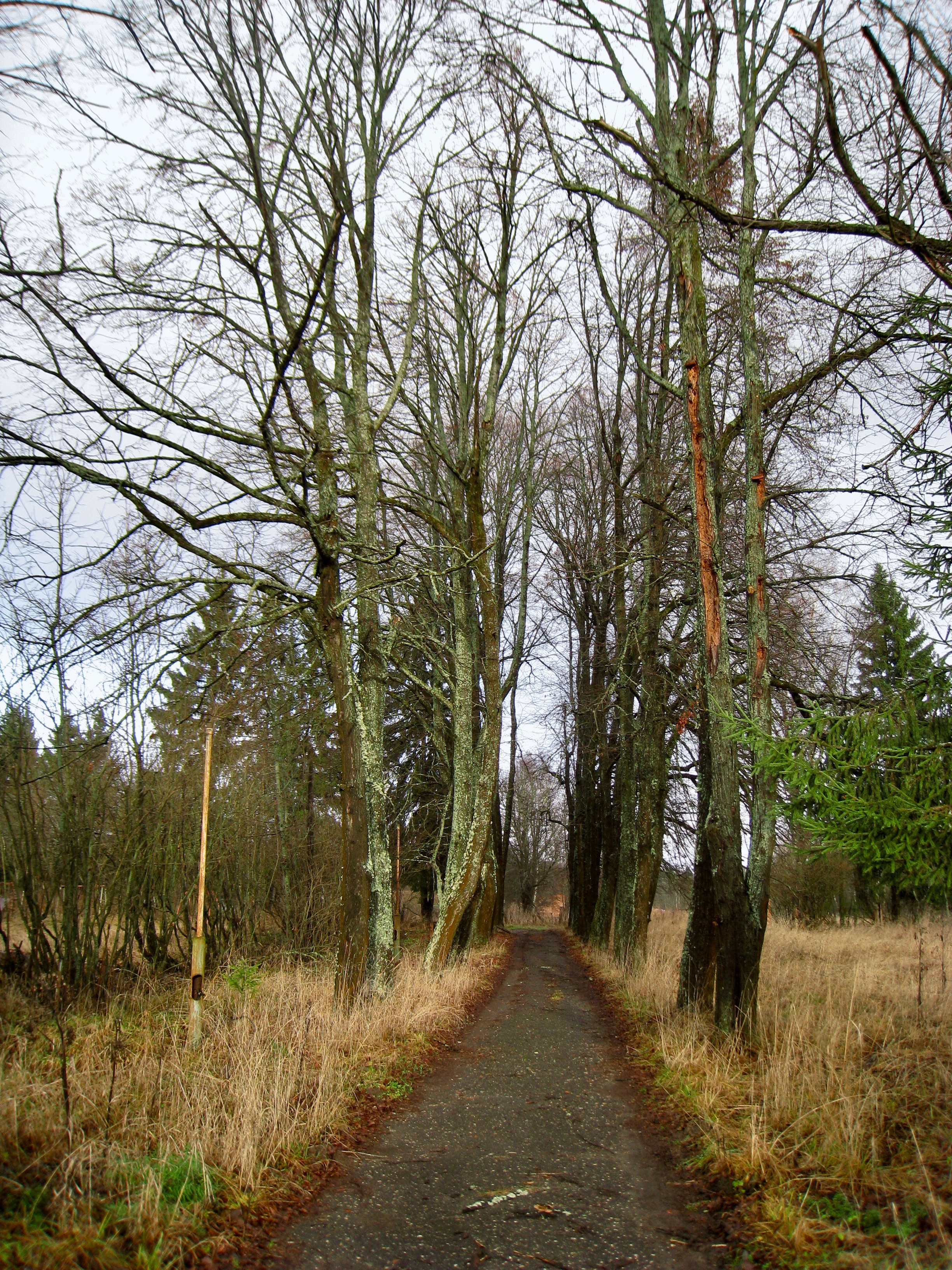
Аллея парка
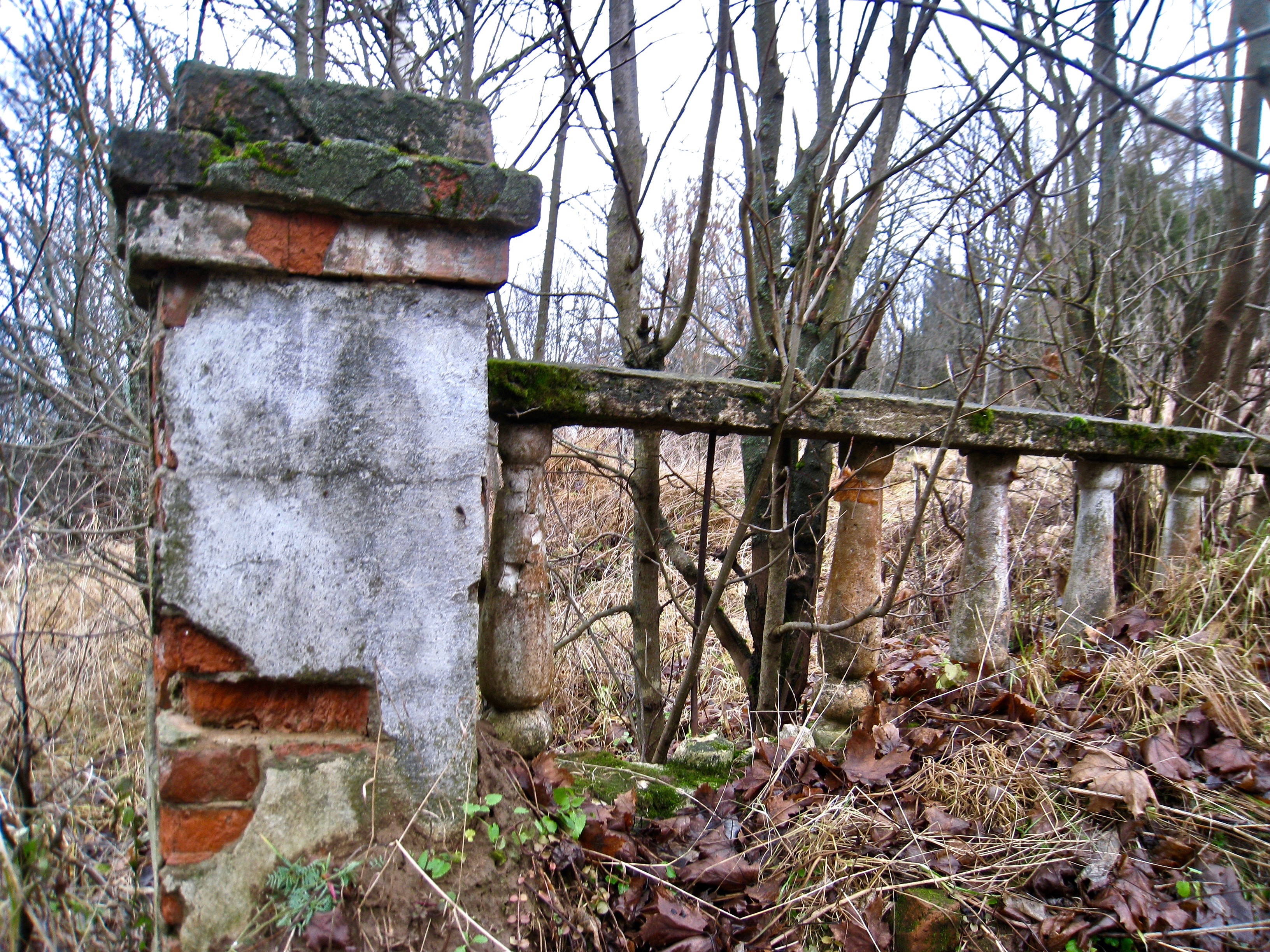
Остатки баллюстрады
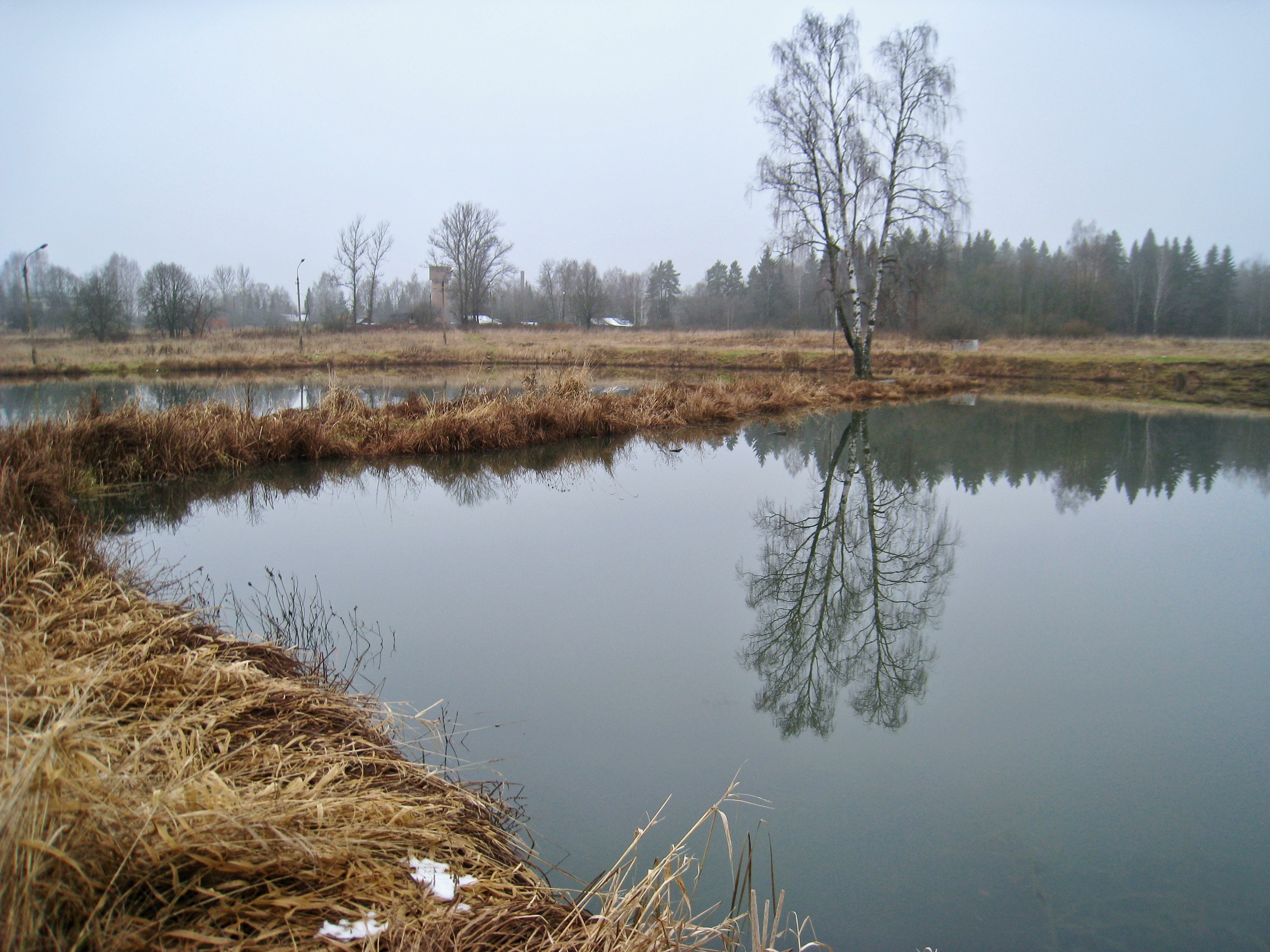
Пруд

## Известные владельцы и посетители усадьбы «Высокое»
- Меншиковы
- Козловские
- Волковы
  - М. А. Волкова (письма к Ланской, в которых рассказывается в том числе об усадьбы, использованы Л. Н. Толстым при написании романа «Война и мир», были опубликованы в журнале «Вестник Европы» (1874—1875 г.г.))
  - С. А. Волков (член «Союза спасения»)
  - М. А. Волков (член «Союза благоденствия»)

В зале главного дома проводились …"маскарады и балы на много персон и благотворительные концерты…"